# Adoption
 Denne artikel omhandler overvejende eller alene danske forhold. Hjælp gerne med at gøre artiklen mere almen.
Ordet adoption kommer af det  latinske adoptio, og betyder, at tage til sig som sin egen. I Danmark er en adoption et juridisk fastlagt forhold mellem et adoptivbarn og en voksen eller et ægtepar, kaldet adoptivforældre eller adoptanter. Ved adoptionen (efter 1956) indtræder adoptivforældrene i enhver henseende i forældrenes sted, og barnet har herefter ingen juridisk tilknytning til de biologiske forældre. Barnet har f.eks. arveret efter adoptivforældrene på helt lige fod med deres eventuelle biologiske børn; men det har ikke arveret efter de biologiske forældre.
I Danmark ansøger man om adoption hos statsforvaltningerne. Adoptionsloven fastlægger de overordnede rammer for adoption og for retsvirkningerne og adoptionsbekendtgørelsen udfylder en række af bestemmelserne.
En adoption har altså meget vidtgående og permanente konsekvenser her i landet. Det er således normalt umuligt, at få en adoption ophævet. Derved har adoptivbarnet en helt anden status end et plejebarn, der stadig har en juridisk tilknytning til de biologiske forældre.
Adoption i moderne forstand er et relativt nyt begreb, idet det først opstår i løbet af 1800-tallet. Plejeforhold har derimod været meget udbredte også i tidligere tider.
Det gamle ord fosterbarn må nærmest sidestilles med et plejebarn. I ordet ligger blot, at barnet opfostres hos den nye familie, hvilket svarer til et plejeforhold. 

## Typer
Adoptionsbevillinger deler sig i praksis i 2 stærkt adskilte grupper.

### Anonym adoption
Adoption af et barn til fremmede, hvor adoptanterne hverken kender barn eller biologiske forældre på forhånd. Både adoptanterne og barnet skal godkendes af amterne (fra 2007 regionerne). 
1. Udenlandske børn adopteres gennem en af de adoptionsformidlende organisationer. Der er i de sidste 30 år hvert år kommet 500-800 udenlandske børn til Danmark. Man kan først søge om adoption, når man har været igennem det obligatoriske kursus, og man kan ikke blive endeligt godkendt, før man er tilmeldt.
2. Danske børn formidles af adoptionsnævnet. Der er årligt kun godt en snes anonyme adoptioner af danske børn.

#### Formidlingen
De formidlende organisationers opgave er at formidle kontakten mellem adoptanter og afgiverlandenes myndigheder og institutioner. De formidlende organisationer er selvstændige private organisationer, der autoriseres af Familiestyrelsen. I autorisationsvilkårene er der krav til formålsparagraf, bestyrelsens sammensætning og til økonomi. Familiestyrelsen fører tilsyn med de formidlende organisationers administration og økonomi, medens Adoptionsnævnet fører tilsyn med arbejdet i afgiverlandene. De formidlende organisationer tilrettelægger selv deres arbejdsgang og fastsætter selv deres gebyrer. Gebyrerne skal ikke godkendes af Familiestyrelsen.
Den danske stat havde tidligere godkendt tre formidlende organisationer: DanAdopt, AC Børnehjælp og Terre de Hommes. Terre de Hommes mistede imidlertid sin tilladelse, og senere blev DanAdopt og AC Børnehjælp slået sammen til DIA Danish International Adoption. 
Der adopteres årligt ca. 500-600 børn via annonym adoption, hvoraf langt de fleste kommer fra udlandet. De største afgiver lande er i dag Kina og Indien, men tidligere har lande som Sydkorea og Colombia været store afgiverlande. De seneste par år har antallet af adopterede børn fra udlandet været faldende. 
I henhold til dansk lovgivning er det muligt at adoptere som enlig. Ved udenlandsk adoption er det dog vanskeligt for enlige at adoptere, da donorlandene kun sjældent frigiver børn til adoption hos enlige.

### Ikke-anonym adoption
Det er enten adoptioner, hvor barnet opnår en afklaring af sin juridiske stilling i den familie, hvori barnet allerede lever eller andre adoptioner, hvor begge parter kender hinanden i forvejen, f.eks. børn, der er blevet forældreløse og adopteres af nærtstående. 
Det drejer sig om;
1. Stedbarnsadoptioner, dvs. den ene ægtefælles adoption af den andens børn. (Af Danmarks Statistik kaldet familieadoptioner indtil 2002). Til denne gruppe hører også registrerede partneres adoption af den anden partners barn.
2. Familie- og slægtskabsadoptioner, f.eks til bedsteforældre, til børn og søskende til afdøde forældre.
3. Bekendtskabsadoptioner til nærtstående personer, der ikke er i familie med barnet. F.eks. kan forældre oprette børnetestamenter, som de sociale myndigheder skal tage hensyn til i tilfælde af forældrenes død. (medmindre hensynet til barnet siger noget andet).
4. Private fremmedadoptioner. Det hyppigste er danskere, bosat i udlandet (især i ulande), der knytter et barn til sig og ønsker at adoptere barnet, når de rejser hjem

I de senere år har der hvert år været omkring 700 stedbarns, familie-, slægtskabs- og bekendtskabsadoptioner.

## Nyere historie i Danmark
"Foreningen af 1837 til forsømte Børns Frelse" udenfor Viborg havde forsømte og forbryderiske børn som målgruppe, baseret på pædagogik fra Hofwyl i Schweiz,  mens "Langelands Forening for Plejebørn af 1867" gik til kamp mod "åndelig armod". Begge var længe ene om privat, gratis formidling af forældreløse eller børn fra opløste hjem. "Fødsels- og Plejestiftelsen" og Københavns fattigvæsen havde i årtier egne anbringelses- og tilsynssystemer med børn, som kom i deres varetægt. "Overflødige børn"s skæbne afhang ellers i stor grad af, om slægtninge eller damer i privat velgørenhed tog sig af dem. Som et eksempel holdt overlæge Ludvig Israel Brandes omkring 1875 tale om den gratis formidling af børn, Christence Kragh foretog gennem tyve år. Ved sin død i 1906 efterlod hun et album med fotos af børn hun lykkedes i at få anbragt.  Født Christence Selmer, datter af en isenkræmmer på Amagertorv, blev hun i 1847 gift med den langt ældre skuespiller ved Det Kongelige Teater, enkemanden Christian Kragh. På Almindelig Hospital fandt hun en forældreløs toårig med syge kirtler, Bertha Heide, og fik hende anbragt hos en kontrollørfamilie, hvor Heide voksede op, til hun kunne klare sig selv som tjenestepige. Da fru Kragh afsluttede sin formidlingstjeneste i 1888, havde hun engageret sig i 298 børns skæbner. Der var ingen offentlig kontrol med hendes eller andres virksomhed; og da børnene boede så spredt og ofte milevidt borte, kunne hun selv kun i begrænset grad kontrollere, hvordan de faktisk fik det. Normalt formidlede hun børnene til ægtepar; men enkefruer og frøkener af borgerlig stand kom også i betragtning. 
På denne tid dukkede der private adoptionsbureauer op, der mistænktes for at bedrive regulær "handel med børn". En del kvindesagskvinder og børnesagsfolk lagde pres på regering og rigsdag for at få sat en stopper herfor. Lynhurtigt og uden større partipolitisk uenighed fik C.Th. Zahle sit lovforslag ophøjet til mellemmandslov i april 1914, hvorefter ingen uden Justitsministeriets autorisation kunne optræde som formidler ved plejeanbringelse eller adoption. Formidlere fik skærpet pligt til dokumentation og detaljeret bogføring af, hvem og hvor de involverede parter - ikke mindst børnene - var. Der blev også ført nøje kontrol med eventuelle indtægter af tjenesterne. Lovovertrædere risikerede politisag og bødestraf. Som formidlere ønskede rigsdagsmændene sig præster, læger, sagførere og plejehjemsforeninger. Kort efter mellemmandlovens vedtagelse fik 38 plejehjemsforeninger statsautorisation. 